# Pierre Bracquemond
Pour les articles homonymes, voir Bracquemond.
Pierre Bracquemond, né à Paris le 22 juin 1870 où il est mort le 29 janvier 1926, est un peintre et dessinateur français.

## Biographie
Pierre est le fils unique d'un couple d'artistes, Félix Bracquemond et Marie Bracquemond née Quivoron. Il est d'abord l'élève de sa mère, il le devient aussi de Léon Bonnat à l'École nationale des beaux-arts. 
Il expose au salon de la Société nationale des beaux-arts et au Salon d'automne dont il est sociétaire et se fait connaître par ses toiles Le Grenier Goncourt, La Sainte-Chapelle, des portraits et des nus ainsi que par une série de toiles sur les intérieurs de Venise et de l'Angleterre. 
On lui doit aussi des peintures à la cire passée et travaillée ensuite aux fers sur la toile même, basées sur des recherches de Henry Cros et de Charles Henry sur la peinture à l'encaustique des Grecs et des Égyptiens.
Sa mère, Marie Bracquemond le représente à diverses reprises dont Pierre peignant un bouquet conservé au Musée Fabre à Montpellier. 
Il fut un ami de jeunesse de Pierre Louÿs. 
Il épouse Aline Barbedette en 1898 à Paris et leur fille unique, Marthe (1898-1973), est une musicienne, organiste et compositrice.